# Anna Młynarska-Sobaczewska
Anna Maria Młynarska-Sobaczewska (ur. 1972) – polska prawnik, adwokat, profesor nauk społecznych w dyscyplinie nauki prawne, profesor Uniwersytetu Łódzkiego i Instytutu Nauk Prawnych PAN, specjalistka w zakresie prawa konstytucyjnego.

## Życiorys
W 1999 na podstawie napisanej pod kierunkiem Dariusza Góreckiego rozprawy pt. Wolność informacji w prasie w polskim prawie konstytucyjnym otrzymała na Wydziale Prawa i Administracji Uniwersytetu Łódzkiego stopień naukowy doktora nauk prawnych w zakresie prawa, specjalność: prawo konstytucyjne. Tam też w 2011 uzyskała stopień doktora habilitowanego nauk prawnych w zakresie prawa, specjalność: prawo konstytucyjne.
Została nauczycielem akademickim na Wydziale Prawa i Administracji Uniwersytetu Łódzkiego, adwokatem i profesorem nadzwyczajnym Instytutu Nauk Prawnych Polskiej Akademii Nauk, gdzie objęła stanowisko kierownika Zakładu Prawa Konstytucyjnego i Badań Europejskich. Pełniła funkcję prodziekana Wydziału Prawa i Administracji Uniwersytetu Łódzkiego.
Była stypendystką Fundacji Kościuszkowskiej (2014–2015). W 2016 została członkiem Zarządu Fundacji Republikańskiej.
W 2024 prezydent RP nadał jej tytuł naukowy profesora.

## Wybrane publikacje
- Horyzontalne oddziaływanie Konstytucji Rzeczypospolitej Polskiej oraz Konwencji o ochronie praw człowieka i podstawowych wolności (red. nauk. wspólnie z Piotrem Radziewiczem, 2015)
- Autorytet państwa : legitymizacyjne znaczenie prawa w państwie transformacji ustrojowej (2010)
- Prawowitość władzy państwowej (red. nauk. wspólnie z: Małgorzata Masternak-Kubiak i Artur Preisner, 2014)[1]